# Céline Magrini
Pour les articles homonymes, voir Magrini.
Céline Magrini est une critique littéraire et chanteuse française d'expression provençale.

## Biographie
Née le 19 novembre 1968 à Avignon, Céline Jeanne Alexandrine Magrini-Romagnoli est titulaire du CAPES d'occitan-langue d'oc. Elle soutient en 2000 une thèse de doctorat ès lettres sous la direction de Claude Mauron.
En 1996, elle crée — avec son frère Vincent et ses deux sœurs Marine et Lisa — Tard-Quand-Dîne, qui chante la poésie provençale. Dix ans plus tard, elle forme l'ensemble Azalaïs, consacré aux chansons traditionnelles et médiévales.
Après avoir été chargé de cours aux université d'Aix-Marseille et d'Avignon, elle retourne à l'enseignement du provençal en 2023, au sein de la cité scolaire Frédéric-Mistral.

### Vie personnelle
Elle épouse en 2001 Éric Barnichon, qui meurt accidentellement en 2011. Elle a un fils, ainsi qu'une fille, Anaïs, qui chante au sein d'Azalaïs.

## Production intellectuelle
Elle a aussi publié des études sur divers écrivains provençaux, dont Max-Philippe Delavouët.
Elle obtient le prix Saboly en 1998, au titre de ses activités d'enseignement et de chant.
En 2009, elle édite le Languedoc-Roussillon sur le chemin des légendes.
En 2019, un sujet de l'agrégation d'occitan-langue d'oc reprend un extrait de sa thèse.
Sa thèse, « remarquée », est consacrée à la représentation du Rhône dans les littératures française et provençale. Une version remaniée paraît en 2020, dont Jean-Yves Casanova loue l'« érudition » et les « analyses profondes de la poétique mistralienne ».
Elle reçoit le grand prix littéraire de Provence en 2024 ; elle en est la première lauréate depuis Pierrette Bérengier en 1994.
La même année, elle publie Longo-mai !, premier manuel scolaire de provençal.

## Ouvrages
- Lou librihoun de Farfadet (ill. Pauline de Belleville), Avignon, Parlaren en Vaucluso, 2005 (BNF 40084720).
- Farfadet l'aganto-soulèu (ill. Pauline de Belleville), Parlaren en Vaucluso, 2006 (BNF 40964768).
- Éd. d'En Provence sur le chemin des légendes (ill. Jérémy Mathur), Aix-en-Provence, Edisud, 2007  (ISBN 978-2-7449-0718-0).
- Farfadet jardinié : de vènt pèr li grano (ill. Pauline de Belleville), Parlaren en Vaucluso, 2008 (BNF 41286830).
- Éd. de Languedoc-Roussillon sur le chemin des légendes, Edisud, 2009  (ISBN 978-2-7449-0846-0).
- Éd. de Frédéric Mistral, Lou Pouèmo dóu Rose, Montfaucon, A l'asard Bautezar, 2015  (ISBN 979-10-94199-01-5).
- Histoire littéraire du Rhône : le Rhône dans la littérature provençale (1800-1970), Paris, Honoré Champion, 2020  (ISBN 978-2-7453-5218-7).
- Trad. en provençal d'Éric Schulthess (préf. Médéric Gasquet-Cyrus), Gens de Bauduen : avant la naissance, en 1973, du lac de Sainte-Croix, en Haute-Provence, Paris, L'Harmattan, 2023  (ISBN 978-2-336-40591-9).
- Longo-mai ! : libre de prouvençau pèr li classo de licèu, Saint-Léger-du-Ventoux, L'Esprit des lieux, 2024  (ISBN 979-10-95324-67-6).